# Deutscher Ruderverband
Der Deutsche Ruderverband e. V. (DRV) ist der Dachverband der Rudervereine in Deutschland. Er hat seinen Sitz in Hannover. Der DRV ist der älteste deutsche Sportverband und der mitgliederstärkste Nationalverband des Rudersports (2005).

## Aufgabe
Zu den Aufgaben des DRV zählt die Interessenvertretung der Ruderer, die Zusammenstellung der Nationalmannschaften und die Koordination der Vereinsarbeit. Sportler, die an nationalen Wettkämpfen teilnehmen wollen, müssen Mitglied in einem dem DRV angehörigen Verein sein.

## Struktur
Der DRV ist ein Verband der Vereine, sodass diese direkt Mitglied im Dachverband und dem jeweiligen regionalen Landesruderverband sind. Seine Satzung sieht als Gremien des Verbandes den Vorstand, das Präsidium, den Rudertag, die Deutsche Ruderjugend, den Länderrat und den Ältestenrat vor. Die Geschäftsführung des Verbandes obliegt dem dreiköpfigen Vorstand, der sich aus dem Vorsitzenden Moritz Petri und den stellvertretenden Vorsitzenden Axel Eimers und Torsten Gorski zusammensetzt.
Darüber hinaus gibt es im Zuge der Professionalisierung der Strukturen auch hauptamtliche Zeichnungsberechtigte gem. §30 BGB. Dies gilt seit 2015 für den Generalsekretär und seit 2018 für den Sportdirektor. Nach einer Satzungsreform 2022 soll mit Beginn des Olympiazyklus 2025 bis 2028 ein dreiköpfiger hauptamtlicher Vorstand den Verband führen.
Der DRV ist Mitglied des Deutschen Olympischen Sportbundes und des Weltruderverbandes World Rowing (ehemals: FISA).

## Strukturreform
Im Oktober 2021 wurde auf der Mitgliederversammlung die Umsetzung einer Strukturreform beschlossen. Kern dieser Reform ist ein hauptamtlicher Vorstand, der aus drei Personen bestehen soll. Dieser wird vom ehrenamtlichen Präsidium bestellt. Der Präsident und seine vier Vertreter werden von der Mitgliederversammlung gewählt und bilden zusammen mit dem Vorsitzenden der Deutschen Ruderjugend, einem Vertreter des Leistungssports sowie einem Vertreter des Länderrats das Präsidium.

## Geschichte
Der DRV wurde am 18. März 1883 von den Vertretern von 34 Rudervereinen im Gürzenich in Köln gegründet. Im Jahr 1912 trat der DRV dem Weltverband FISA bei, beendete die Mitgliedschaft aber im Jahr 1914 bei Ausbruch des Ersten Weltkrieges wieder. Seit 1932 wurden Frauenrudervereine in den DRV aufgenommen. Auch die 1934 erneuerte Mitgliedschaft in der FISA dauerte nicht lange an und endete im Jahr 1939 abermals bedingt durch den Ausbruch des Zweiten Weltkrieges.
In seiner Anfangszeit hatte der DRV einen Amateurparagraphen, der Arbeiter von der Teilnahme an Wettkämpfen ausschloss. Wer seinen Lebensunterhalt mit seiner Hände Arbeit verdiente, galt nicht als Amateur, so dass Rudern den höheren, gebildeten Schichten vorbehalten blieb. Aus diesem Grund bildeten Arbeiter ihre eigenen Vereine und Verbände, so dass es bis 1933 mehrere Ruderverbände in Deutschland gab. Erst im Jahr 1933 wurden unter der Reichssportführung die kleineren Ruderverbände im DRV zwangsvereinigt.
Im Dezember 1949 erfolgte die Neugründung des DRV in Wetzlar, 1968 wurde die Deutsche Ruderjugend als Jugendorganisation im DRV aus der Taufe gehoben. Seit 1951 ist der DRV auch wieder Mitglied der FISA.
Ein entscheidender Fortschritt in der Entwicklung der Sportart Rudern fand mit der Einführung der ersten Frauenwettbewerbe im Rahmen der Olympischen Sommerspiele 1976 in Montreal statt. Ursprünglich betrug die Renndistanz 1000 Meter, wurde jedoch im Jahr 1985 durch den Weltruderverband (FISA) auf die männliche Standarddistanz von 2000 Metern verlängert, die seit der Gründung für Männerwettbewerbe galt.
Nach der Wende traten im Jahr 1991 die ostdeutschen Vereine dem DRV bei und es wurde wieder eine gesamtdeutsche Ruder-Nationalmannschaft gebildet.

### Vorsitzende des DRV
- 1883–1891: Adolf Burmester (1888 auch Gründungsvorsitzender des Deutschen Segler-Verbandes)
- 1891–1900: Eduard Beer
- 1901–1903: A. O. Schumacher
- 1903–1919: Georg W. Büxenstein
- 1919–1926: Oskar Ruperti (1926 Ehrenvorsitzender)
- 1927–1936: Heinrich Pauli
- 1936–1945: Heinrich Pauli, Leiter des Fachamts Rudern im Reichsbund für Leibesübungen
- 1947–1949: Rolf Lingnau, Vorsitzender des Arbeitsausschusses Rudern (AAR) in der Britischen und Amerikanischen Besatzungszone[10]
- 1949–1966: Walter Wülfing
- 1966–1983: Claus Heß (1983 Ehrenvorsitzender)
- 1983–1995: Henrik Lotz (1995 Ehrenvorsitzender)
- 1995–2001: Wolfgang Maennig
- 2001–2008: Helmut Griep (2008 Ehrenvorsitzender)
- 2008–2021: Siegfried Kaidel
- 2021–2024: Moritz Petri

Nach einer Satzungsänderung führt ab 2025 ein dreiköpfiger, hauptamtlicher Vorstand gem. §26 BGB den DRV. Ein ehrenamtlicher Präsident steht dem Präsidium als Aufsichtsgremium vor.
- seit 2025: Moritz Petri

### Geschäftsführer
- 1947–1949: Paul Elschner
- 1950–1955: Erich Maak
- 1956–1984: Martin Fick
- 1984–2009: Hans-Jürgen Bittner[11]

2014: Die Einführung eines Generalsekretärs als besonderer Vertreter §30 BGB wird durch den Rudertag beschlossen.
- 2015–2016: Christian Baumann[13]
- 2017–2021: Jens Hundertmark[14]

Nach einer Satzungsänderung führt ab 2025 ein dreiköpfiger Vorstand gem. §26 BGB den DRV.
- seit 2025: Alexander Kersten

### Leistungssportliche Leitung
- 1990–1994: Peter-Michael Kolbe
- 1995–1997: Ralf Kollmann
- 1997–2008: Michael Müller
- 2009: Michael Gentsch[16]
- 2009–2018: Mario Woldt[17]

2018: Nach langen und intensiven Diskussionen beschließt der Deutsche Rudertag, dass der Sportdirektor fortan die Stellung eines besonderen Vertreters nach § 30 BGB hat.
- 2018–2024: Mario Woldt

Nach einer Satzungsänderung führt ab 2025 ein dreiköpfiger Vorstand gem.§26 BGB den DRV.
- seit 2025: Robert Sens

### Jugendsekretäre
- 1968–1971: Horst Wegmann
- 1971–1976: Wolfram Ochs
- 1976–2005: Jürgen Dabrat[19]
- 2007–2009: Nils Budde[20]
- 2010–2017: Cornelia Strampnik[21]
- 2017–2023: Marcel Sura[22]
- 2023–2024: Vera Hemb[23]

Nach einer Satzungsänderung führt ab 2025 ein dreiköpfiger Vorstand gem.§26 BGB den DRV.
- seit 2025: Sina Burmeister

## Deutsche Meisterschaften
Der DRV veranstaltet etwa im Jahresrhythmus Regatten zur Ermittlung der Deutschen Meister im Rudersport für verschiedene Altersklassen und über verschiedene Streckendistanzen.

### Deutsches Meisterschaftsrudern
Das „Deutsche Meisterschaftsrudern“ sind die Meisterschaften für die unbeschränkte Altersklasse der Senioren A. Alle Rennen wurden bis 2012 über die olympische Distanz von 2000 Metern ausgetragen, seit 2013 über 1000 Meter. Die Sieger in jeder ausgefahrenen Bootsklasse heißen „Deutsche Meister“, sie bekommen die Meisterschaftsmedaille des DRV.
Das Format des Deutschen Meisterschaftsruderns wurde seit der ersten Austragung im Jahr 1882 mehrfach geändert. Zuletzt wurde bis 2011 eine Unterteilung in Kleinboote (Einer und Zweier ohne Steuermann) und Großboote (alle anderen Mannschaftsboote) vorgenommen, die auf verschiedenen Veranstaltungen und an unterschiedlichen Wochenenden ausgefahren wurden. Die Rennen der Kleinboote waren dabei ein wichtiges Qualifikationskriterium für die Besetzung der Nationalmannschaften, die der Großboote überhaupt nicht. Da die Meldezahlen zum Deutschen Meisterschaftsrudern seit vielen Jahren nicht zufriedenstellend ausfallen, experimentiert der DRV seit dem Jahr 2005 mit verschiedenen neuen Konzepten.

### Jahrgangsmeisterschaften
Die Meisterschaften der Altersklassen U-23 (Senioren B), U-19 (Junioren A) und U-17 (Junioren B) finden innerhalb einer Ruderregatta statt:
- Bei den „Deutschen Jahrgangsmeisterschaften U-23“ sind Ruderer der Altersklasse „Senioren B“ im Alter von 19 bis 22 Jahren startberechtigt. Derzeit werden 22 Bootsklassen für Männer und Frauen ausgefahren. Die Streckenlänge beträgt 2000 Meter. Der oder die Sieger heißen „Deutscher Jahrgangsmeister U 23“ und erhalten eine Meisterschaftsmedaille.[26]
- Zu den „Deutschen Juniorenmeisterschaften“ sind Sportler aus der Altersklasse der „Junioren A“ im Alter zwischen 17 und 18 Jahren startberechtigt. Ihre Streckenlänge beträgt ebenfalls 2000 Meter. Das Programm ist dem der Jahrgangsmeisterschaften U-23 ähnlich. Die Sieger heißen „Deutscher Juniorenmeister“.[27]
- Zu den Rennen der „Deutsche Jahrgangsmeisterschaften U-17“ für die Altersklasse „Junioren B“ sind Ruderer im Alter von 15 bis 16 Jahren zugelassen. Sie fahren ihre Rennen nicht über 2000 Meter, sondern über 1500 Meter. Außerdem gibt es nur 15 Bootsklassen.[28] Die Sieger der jeweiligen Bootsklassen erhalten den Titel „Deutscher Jahrgangsmeister U 17“ und wie in allen anderen Altersklassen Meisterschaftsmedaillen.

### Deutsche Sprintmeisterschaften
Die deutschen Sprintmeisterschaften werden über eine Distanz von etwa 350 Metern ausgefahren. Es gibt insgesamt 25 Bootsklassen, für verschiedene Altersklassen, sowie für Männer und Frauen. Statt wie sonst üblich sind hier keine Renngemeinschaften, sondern nur Vereinsmannschaften zugelassen. Die Sieger der jeweiligen Rennen heißen „Deutscher Sprintmeister“.

### Andere bundesweite Ruderregatten ohne Meisterschaftscharakter
Weitere bundesweite Ruderregatten werden vom DRV unterstützt, ohne dass sie Meisterschaftscharakter haben. Zu nennen ist hier insbesondere die 2009 von einem privaten Veranstalter gegründete Ruder-Bundesliga (RBL), die inzwischen vom DRV veranstaltet wird und deren Saisonsieger als „Deutsche Ligachampions“ bezeichnet werden. Dieser wird innerhalb von bis zu fünf Renntagen jeweils im Achter der Männer und Frauen über die Sprintdistanz von rund 300 Metern ermittelt. Die RBL wurde 2014 in die Wettkampfregeln aufgenommen.
Weitere bundesweite Veranstaltungen werden mit Unterstützung des DRV auf dem Ruderergometer ausgetragen.